# Bridelia assamica
Bridelia assamica är en emblikaväxtart som beskrevs av Joseph Dalton Hooker. Bridelia assamica ingår i släktet Bridelia och familjen emblikaväxter. Inga underarter finns listade i Catalogue of Life.